# Sinfonia n. 25 (Mozart)

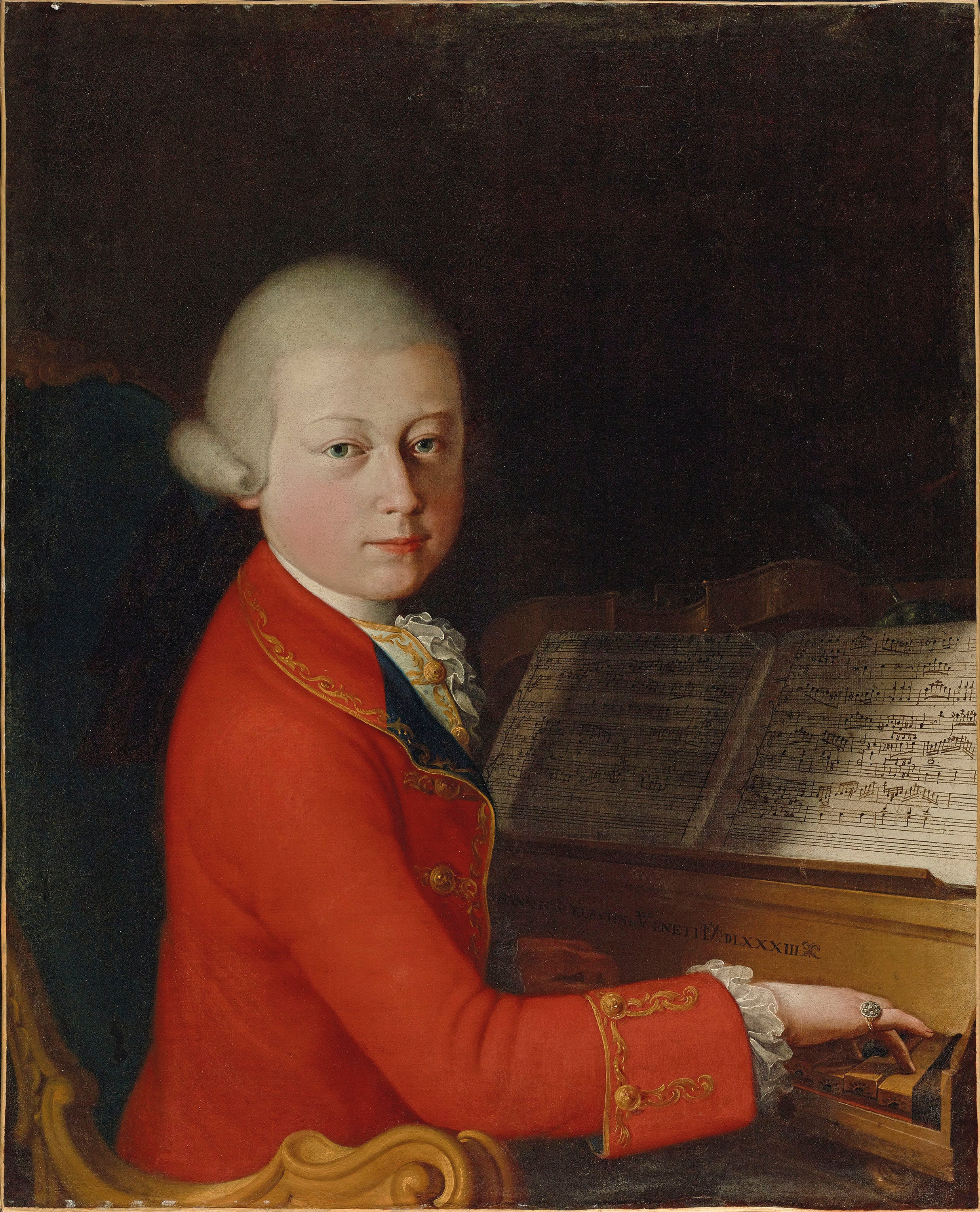
Wolfgang Amadeus Mozart nel 1770.

La sinfonia n. 25 in Sol minore K 183 (K6 173 dB) di Wolfgang Amadeus Mozart venne completata a Salisburgo il 5 ottobre 1773. È anche conosciuta come Piccola sinfonia in Sol minore per distinguerla dall'unica altra sinfonia di Mozart nella stessa tonalità, la n. 40. Si tratta della prima sinfonia che il compositore scrisse in tonalità minore.

## Storia

### Contesto
La carriera di Mozart come sinfonista era iniziata a Londra durante la grande tournée europea della famiglia Mozart fra il giugno 1763 e il novembre 1766. Il padre, Leopold, aveva pianificato il viaggio per esibire il talento dei propri figli, Wolfgang e Maria Anna, presso le principali corti europee. In questo periodo Wolfgang venne a contatto con le principali tradizioni musicali europee (tedesca, britannica, francese e italiana) e realizzò le sue prime sinfonie, che si ponevano nel solco delle composizioni in tre movimenti all'italiana in stile galante di Carl Friedrich Abel e di Johann Christian Bach. Inoltre, ascoltò anche le sinfonie di altri compositori come Thomas Arne, William Boyce e Giuseppe Sammartini.
In seguito, Leopold e i suoi figli trascorsero diversi mesi nel 1768 a Vienna durante i quali Wolfgang adattò il proprio stile ai gusti del pubblico viennese, adottando fra le varie cose la struttura della sinfonia in quattro movimenti. Wolfgang e suo padre Leopold fecero tre viaggi in Italia fra il dicembre 1769 e il maggio 1773. In questo periodo Wolfgang alternò i suoi viaggi con soggiorni a Salisburgo, durante i quali compose l'opera Mitridate, re di Ponto, oltre a diverse sinfonie influenzate dal gusto italiano.

### Composizione
Fra marzo 1773 e novembre 1774 Mozart compose a Salisburgo nove sinfonie: la n. 26 a marzo o autunno 1773, la n. 22 a marzo o aprile 1773, la n. 27 ad aprile 1773, la n. 23 a maggio 1773, la n. 24 a ottobre 1773, la n. 25 a ottobre 1773, la n. 29 ad aprile 1774,  la n. 30 a maggio 1774 e la n. 28 a novembre 1773 o 1774. Si tratta di un periodo della vita di Mozart scarno di dettagli. Fino a dicembre 1773, mese in cui si recò a Monaco di Baviera per supervisionare la prima rappresentazione della sua opera La finta giardiniera, trascorse l'intero anno a Salisburgo e, quindi, non esistono lettere ai parenti. Nello stesso periodo fu assunto come primo violino (insieme a Michael Haydn, fratello minore del più celebre Franz Joseph) alla corte arcivescovile di Salisburgo.
Il committente e lo scopo di queste sinfonie sono sconosciuti, ma è possibile che fossero destinate a mecenati italiani e che facessero parte di un gruppo unitario. Mozart apprezzò queste sinfonie tanto che le eseguì nuovamente a Vienna nel 1783. Tuttavia, poiché era insolito proporre al pubblico vecchie composizioni, dovette presentarle come nuove sinfonie. Questo, forse, è il motivo per cui Mozart cancellò le date dai manoscritti originali. I musicologi, in seguito, riuscirono a collocare cronologicamente le composizioni, anche se permangono alcune incertezze sulle sinfonie n. 22 e n. 28. Le sinfonie n. 22, 23, 24, 26 e 27 sono costituite da tre movimenti e, tranne la n. 27, hanno caratteristiche di ouverture all'italiana come la durata abbastanza breve, un movimento centrale in stile pastorale e fanfare, mentre le n. 25, 28, 29 e 30 sono composte in quattro movimenti e contengono il minuetto.
Mozart e suo padre Leopold assistettero alla prima esecuzione dell'opera Lucio Silla, a Milano, il 26 dicembre 1772 e, nel maggio 1773, ritornarono a Salisburgo dal loro terzo viaggio in Italia. A luglio partirono per Vienna, forse alla ricerca di una prestigiosa occupazione presso la corte imperiale ma, nonostante fossero stati ricevuti il 5 agosto dall'imperatrice Maria Teresa d'Austria, le loro speranze rimasero vane. Tuttavia, il soggiorno viennese fu propizio per la crescita artistica di Mozart, che ebbe modo di conoscere alcune sinfonie di Franz Joseph Haydn, Jan Křtitel Vaňhal e Carl Ditters von Dittersdorf, tutte in tonalità minore. Queste composizioni suggestionarono Mozart al punto che, tornato a Salisburgo a fine settembre 1773, volle sperimentare le nuove nozioni acquisite.
All'inizio di ottobre apparvero due nuove sinfonie, la n. 24, di gusto galante e italianeggiante, datata 3 ottobre, e la n. 25, di carattere più drammatico, datata 5 ottobre. Entrambe le date sul manoscritto autografo furono successivamente cancellate. Secondo il musicologo Brian Robins è probabile che una o entrambe le sinfonie fossero state almeno iniziate a Vienna, in quanto è poco plausibile che Mozart abbia prodotto ben due lavori di grandi dimensioni entro una settimana dal suo ritorno a casa. Il nuovo stile di queste sinfonie non piacque a Leopold Mozart che, in una lettera del 1778 a suo figlio, scrisse che: «Ciò che non ti fa onore è meglio che non venga conosciuto. Per questo motivo non ho dato a nessuno le tue sinfonie, sapendo fin da ora che tu stesso, per quanto potessi esserne soddisfatto quando le scrivesti, con il passare degli anni, quando sarai più maturo e avrai acquisito discernimento, sarai ben lieto che nessuno le abbia sentite».

## Prima esecuzione  e pubblicazione
La data e il luogo della prima esecuzione non sono noti e non si conosce neanche lo scopo originario della composizione. Il manoscritto originale fa parte di una collezione privata a Vienna. La prima edizione a stampa fu realizzata nel 1798 dall'editore Günter & Böhme di Amburgo, che ne pubblicò le parti separate nella raccolta Quatre symphonies, Op. 64. La partitura completa fu pubblicata nel 1880 da Breitkopf & Härtel a Lipsia, che la stampò con il nome Wolfgang Amadeus Mozarts Werke, Serie VIII, No. 25.

## Strumentazione
La partitura è scritta per un'orchestra composta da:
- Archi: violino 1° e 2°, viola, violoncello/contrabbasso.
- Fiati: due oboi e due fagotti.
- Ottoni: due corni in Si e due corni in Sol.

## Struttura e analisi
Sono presenti quattro movimenti, coerentemente con i canoni  del classicismo:
1. Allegro con brio, in Sol minore, tempo 4/4.
2. Andante, in Mi bemolle maggiore, tempo 2/4.
3. Minuetto, in Sol minore, tempo 3/4, e Trio, in Sol maggiore, tempo 3/4.
4. Allegro, in Sol minore, tempo 4/4.

L'esecuzione integrale dura circa 20/25 minuti.

### Allegro con brio
Il primo movimento, Allegro con brio, è scritto in Sol minore, in 4/4 e segue la forma-sonata. L'apertura presenta caratteristiche tipiche del movimento Sturm und Drang: passaggi drammatici e nervosi articolati su un notevole uso del tremolo. È inoltre caratterizzato da sincopi ripetute, da una intervallo di settima diminuita, da scontri armonici e da giochi contrappuntistici. Di seguito, l'incipit del movimento:

### Andante
Il secondo movimento, Andante, è in Mi bemolle maggiore e in tempo 2/4. Il movimento inizia con gli archi in sordina. Contrasta con l'Allegro di apertura per la sua atmosfera riservata e calma, con dinamica in piano. Il primo tema è costituito da tre crome discendenti, che si scambiano in un dialogo fra le voci acute assegnate ai violini e quella grave realizzata dal fagotto, e dalla misura 5 anche dai bassi. Di seguito, l'incipit del movimento:

### MinuettoeTrio
Il terzo movimento è in Sol minore, che nel Trio cambia in Sol maggiore, e l'indicazione di tempo è 3/4. Il minuetto, di carattere severo e lontano dallo stile mondano tipico di questa danza settecentesca, è caratterizzato dall'alternanza di sezioni, composte da quattro battute, in cui l'intera orchestra suona all'unisono in forte con passaggi eseguiti dagli archi in piano. Il Trio ha un'atmosfera pastorale, più calma e rilassata, ed è composto per i soli strumenti a fiato.  Di seguito, gli incipit del minuetto e del trio:

### Allegro
Il quarto e ultimo movimento, Allegro, riprende la tonalità iniziale e l'andamento sincopato del primo movimento. L'indicazione di tempo è C e segue la forma-sonata. Il movimento mostra le stesse caratteristiche dello stile Sturm und Drang dell'Allegro con brio iniziale.